# Irpindeklarationen
Irpindeklarationen (ryska: Ирпенская декларация, romaniserad: Irpenskaya deklaratsiya, ukrainska: Ірпінська декларація, romaniserad: Irpinska deklaratsiya, romaniserad : Irpenskaya deklaratsiya, ukrainska: Ірпінська декларація, romaniserad: Irpinska deklaratsiya) är en deklaration som bildades den 31 augusti 2022 mellan den så kallade ryska frihetslegionen, den nationella republikanska armén (NRA) och den ryska frivilligkåren. Samtliga organisationer består av Putinkritiska ryssar som är emot Rysslands invasion av Ukraina. I efterhand har den ryska frivilligkåren förnekat att man skrivit under deklarationen.